# 1РЛС232
1РЛС232 MP-K «Голотурия» — российская мобильная радиолокационная станция. Разработана для обнаружения и отслеживания движущихся наземных, воздушных низколетящих и надводных целей, независимо от времени суток и погодных условий. Позволяет осуществлять оперативную передачу параметров обнаруженных целей на центральный командный пункт.  

## Тактико-технические характеристики
Сектор автоматического обзора и слежения, град — 30-240
Дистанция обнаружения и определения координат цели, км — 0,3-30
Напряжение электропитания:
от агрегата, В/Гц — 220/50
от аккумуляторов, В — 26
Потребляемая мощность, кВт — 4
Технический ресурс, ч — 5000
Мощность излучения передатчика в импульсе, кВт — 55